# Brigittenauer Tempel

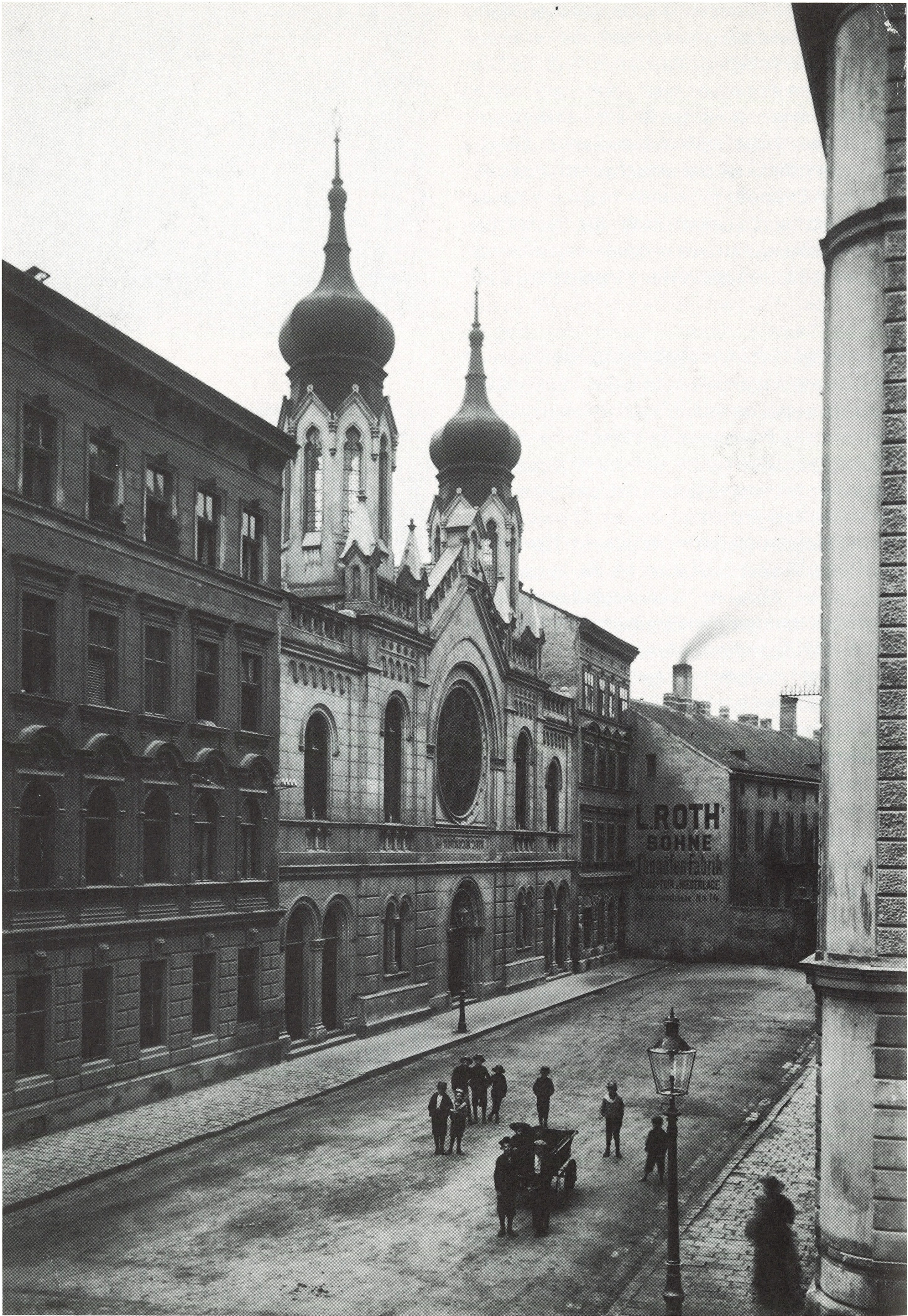
Der Brigittenauer Tempel an der Kluckygasse um 1900

Der Brigittenauer Tempel (auch bekannt als Vereinssynagoge Kluckygasse) war eine Vereinssynagoge im 20. Wiener Gemeindebezirk Brigittenau (Kluckygasse 11). Die Synagoge wurde in den Jahren 1899/1900 nach Plänen von Jakob Gartner errichtet und während der Novemberpogrome 1938 zerstört.

## Geschichte
Der Tempelverein Brigittenau wurde 1873 gegründet. Das Betlokal des Vereins befand sich ursprünglich im Haus Jägerstraße 41. Ab 1875 wechselte der Verein in das Haus Webergasse 20. Zwischen den Jahren 1899 und 1900 wurde die vereinseigene Synagoge nach Plänen des Architekten Jakob Gartner erbaut, der damit bereits den dritten Tempel in Wien verwirklichte. Die Eröffnung des Tempels fand am 20. September 1900 statt.
Die Synagoge wurde während der Novemberpogrome 1938 zerstört. Um 7:00 Uhr des 10. November 1938 begann die Plünderung der Synagoge. Die silbernen Kultgegenstände wurden von der Gestapo geraubt, die Textilien der Synagoge vernichtet. Viereinhalb Stunden später war der Toraschrein verbrannt. Letzter Rabbiner im Brigittenauer Tempel war Benjamin Murmelstein. Die zerstörte Synagoge wurde später durch ein Wohnhaus ersetzt.
Am 10. November 2008 wurde am heutigen Gebäude eine Gedenktafel an die ehemals größte Synagoge in der Brigittenau enthüllt.

## Gebäude

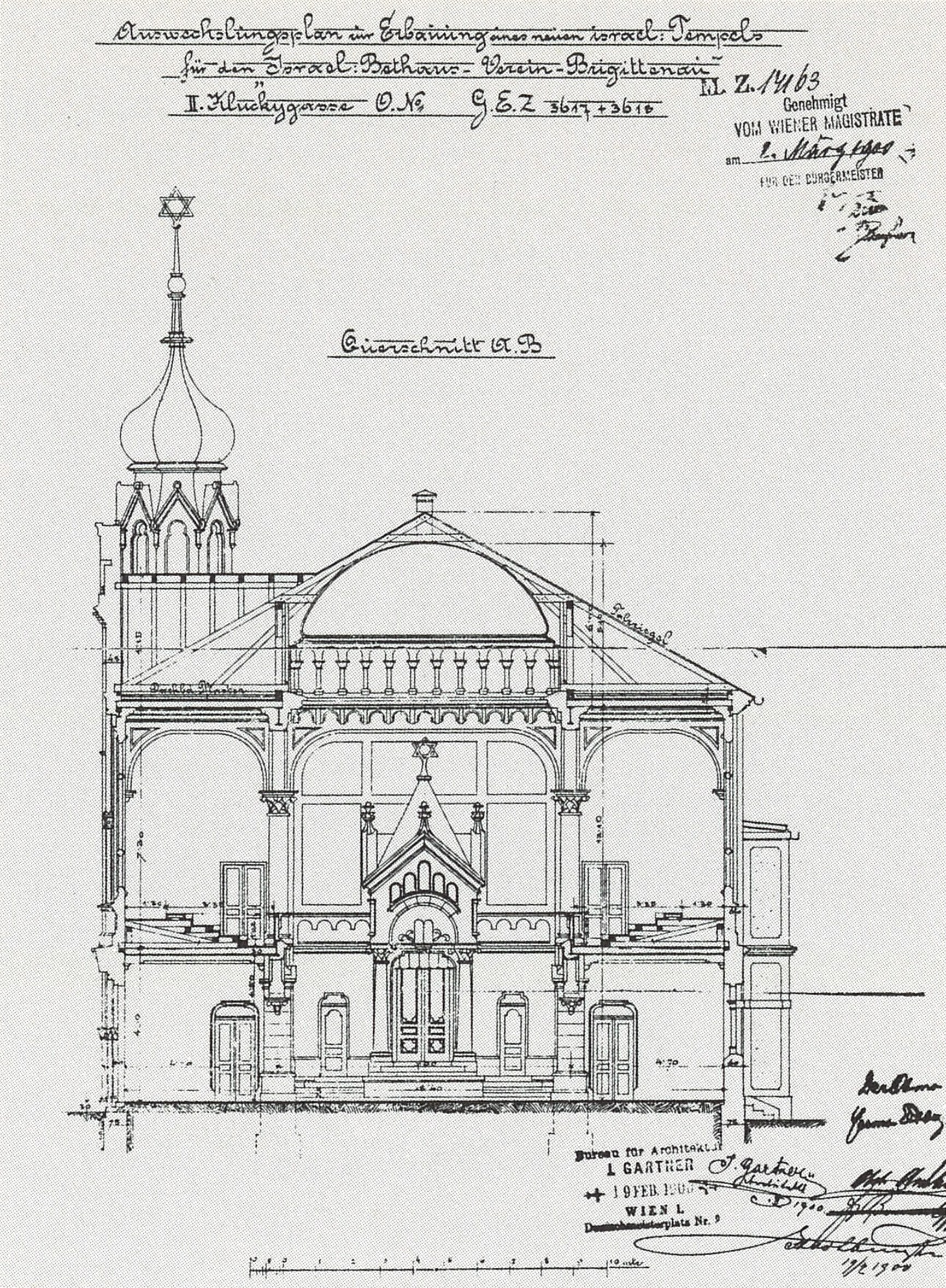
Querschnitt durch die Synagoge auf einem Plan Jakob Gartners

Das Gebäude im romanisierenden Stil wurde auf einem Grundstück mit drei Nachbarhäusern errichtet, sodass nur die Hauptfassade von außen sichtbar war. Geprägt war die Außenfassade von einem Spitzgiebel und einem großen Rosettenfenster, die von den dahinterliegenden, relativ hohen Zwiebeltürmen überragt wurden. Im Grundriss war die Synagoge durch drei Schiffe unterteilt. Auf Grund der Orientierung der Synagoge nach Osten wurde der Haupteingang durch die Vorlage des Vestibüls an die Seitenfront verlegt. Das Hauptschiff mit dem Betraum bot im Erdgeschoß 322 Männersitzplätze. Darüber angeordnet waren die auf vier gemauerten Pfeilern ruhenden Galerien mit 225 Frauensitzplätzen. Gedeckt war der zentrale Hallenbau von einem Zeltdach.